# 万事利集团
万事利集团创立于1975年，是中国一家以丝绸文化创意为主的企业集团。集团为“大企业集团竞争力500强”企业、“全国服装行业百强”企业，连续八年蝉联“中国民营企业500强”。

## 简介

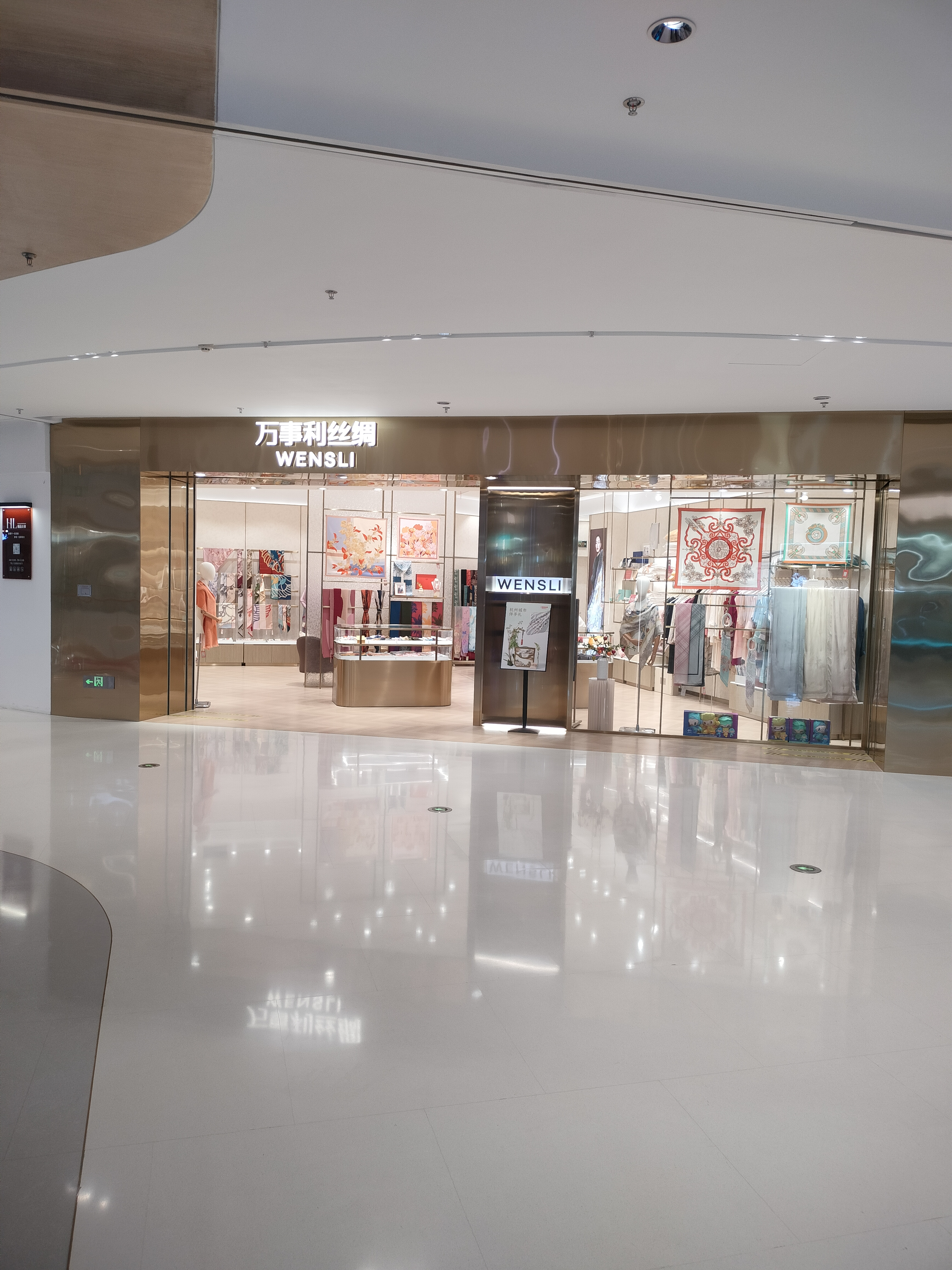
位于滨江开元广场内的万事利丝绸店铺

公司将丝绸与文化创意、高科技相结合，在传统丝绸面料和丝绸服饰的基础上，开发出了丝绸文化产品、高端丝绸装饰品和丝绸艺术品三大新领域。
2011年被国家发改委授于“国家级企业技术中心认定”(丝绸业唯一)，并被认定为“浙江省企业研究院”(丝绸行业唯一)，下属两个控股子公司是浙江省高新技术企业。集团有很强的丝绸科研和设计开发队伍，现有科研技术专职工作人员200人，设计师300人。
2021年9月22日，杭州万事利丝绸文化股份有限公司（深交所：301066，简称：万事利）于深交所创业板上市，万事利集团有限公司持有其40.94%的股权。

## 荣誉
- 1999年，“万事利”商标被国家工商行政管理局认定为“中国驰名商标”，为中国丝绸行业第一个驰名商标；
- 2004年，“万事利牌真丝绸面料”被国家质检总局授予为中国名牌产品。
- 2011年，万事利集团是中国丝绸业中获得专利数最多的企业；中国丝绸业中参与制定标准最多的企业；真丝印染绸产量行业第一；丝绸服装产量行业第一；丝绸文化产品销售行业第一。[1]